# Жданов, Михаил Владимирович
Михаил Владимирович Жданов (род. 27 августа 1985 года) — российский игрок в хоккей с мячом, защитник клуба «Ак Барс — Динамо».

## Карьера

### Клубная
Заниматься хоккеем с мячом начал в 1994 году в Кирове в детской команде «Шинника», с 1998 года — в школе «Родины».
С 2000 по 2003 год был игроком команды «Родина»-2, принимающей участие в первенстве России среди команд первой лиги.
С 2003 по 2011 год выступал за «Родину» в высшей лиге. В её составе становится бронзовым призёром чемпионата России сезона 2005/06. В 2010 году в составе «Родины» под флагом Кировской области принял участие в Международном турнире на призы Правительства России.
В 2011 году переходит в «Динамо-Казань». Проведя в команде три сезона становится серебряным (2012) и бронзовым (2013, 2014) призёром чемпионатов России, побеждает в Кубке России (2013).
С 2014 по 2017 год вновь в составе «Родины».
С 2017 по 2021 год был игроком московского «Динамо». По итогам незавершённого сезона 2019/20 становится чемпионом России, дважды побеждает в Кубке России (2020, 2021). Сезон 2018/19 пропустил из-за травмы.
С 2021 года в составе «Ак Барс — Динамо» («Динамо-Казани»).

### Сборная России
В 2006 году в составе сборной России принял участие в Международном турнире на призы Правительства России.

## Достижения
«Родина»
 Бронзовый призёр чемпионата России: 2005/06 

 Чемпион России по мини-хоккею: 2004
«Динамо-Казань»
 Серебряный призер чемпионата России: 2011/12 

 Бронзовый призёр чемпионата России (2): 2012/13, 2013/14 

 Обладатель Кубка России: 2013 

 Финалист Кубка России: 2011 (осень) 

 Финалист Суперкубка России: 2013 (осень) 

 Финалист Кубка мира: 2013
«Динамо» (Москва)
 Чемпион России: 2019/20 

 Серебряный призер чемпионата России: 2020/21 

 Обладатель Кубка России (2): 2020, 2021 

 Финалист Кубка России: 2018 

 Финалист Суперкубка России (2): 2020, 2021 (весна)
Сборная России
 Победитель Международного турнира на призы Правительства России: 2006 

 Чемпион мира среди юниоров: 2004
Личные
- В списке 22-х лучших игроков сезона (1): 2007

### Комментарии
1. ↑  Количество игр и голов за клуб(ы) в высшем дивизионе чемпионатов России
2. ↑  Результативные передачи